# Circondario di Weilheim-Schongau
Il circondario di Weilheim-Schongau è uno dei circondari dello stato tedesco della Baviera.
Fa parte del distretto governativo dell'Alta Baviera.

## Città e comuni
(Abitanti al 31 dicembre 2023)
| Comuni del circondario | Città 1. Penzberg (16 909) 2. Schongau (12 769) 3. Weilheim in Oberbayern (23 378) | Comuni 1. Altenstadt (3 299) 2. Antdorf (1 379) 3. Bernbeuren (2 495) 4. Bernried (2 475) 5. Böbing (1 909) 6. Burggen (1 726) 7. Eberfing (1 508) 8. Eglfing (1 141) 9. Habach (1 199) 10. Hohenfurch (1 691) 11. Hohenpeißenberg (3 869) 12. Huglfing (2 914) 13. Iffeldorf (2 765) 14. Ingenried (1 115) 15. Oberhausen (2 179) 16. Obersöchering (1 570) 17. Pähl (2 608) 18. Peißenberg (12 881) 19. Peiting (11 903) 20. Polling (3 663) 21. Prem (972) 22. Raisting (2 358) 23. Rottenbuch (1 817) 24. Schwabbruck (1 023) 25. Schwabsoien (1 453) 26. Seeshaupt (3 271) 27. Sindelsdorf (1 243) 28. Steingaden (2 922) 29. Wessobrunn (2 268) 30. Wielenbach (3 385) 31. Wildsteig (1 344) |